# 內羅利 (加利福尼亞州)
內羅利（英語：Neroly）是位於美國加利福尼亞州康特拉科斯塔縣的一個非建制地區。該地的面積和人口皆未知。

## 地理
內羅利的座標為37°59′22″N 121°45′02″W / 37.98944°N 121.75056°W，而該地的平均海拔高度為23米（即75英尺）。